# Вулиця Старшого лейтенанта Кагала
Ву́лиця Старшого лейтенанта Кагала — одна з центральних вулиць Кременчука. Названа на честь Героя України Максима Кагала. Протяжність близько 830 метрів.

## Розташування
Вулиця розташовується в центральній частині міста. З північно-східного боку розходиться на вул. Халаменюка та вул. Ярмаркову.
Проходить крізь такі вулиці (з початку вулиці до кінця):
- Шевченка
- Покровська

## Опис
Вулиця одна з центральних транспортних артерій у місті.

## Історія

### XVIII століття
Одна з найстаріших вулиць міста. Була прокладена відповідно регулярного плану 1774 року від старої фортеці до сучасної вулиці Пролетарської.
Швидкий розвиток Кременчука за часів намісництва (1765—1789 рр.) зумовив зростання території міста. І вже у 1789 році вулиця продовжується до сучасної вулиці Покровської.

### ХІХ століття
На початку ХІХ століття вулиця отримує назву Олександрівська на честь правлячого на той час царя Олександра І і продовжується до Кінної (пізніше — Ярмаркова, Сінна) площі, яка розташовувалася на місці сучасного парку МЮДа.

### XXI століття
14 жовтня 2022 року колишню вулицю Першотравневу було розділено на Університетську та Старшого лейтенанта Кагала. Від річкового вокзалу до вулиці Небесної сотні вулиця — Університетська. Від Небесної сотні до вокзалу — Лейтенанта Кагала. При цьому збереглася нумерація будинків. Тобто нумерація будинків на вулиці на честь Героя України Максима Кагала розпочинається з 28 та 43 будинку, від ринку «Плеяда» та «Центрального» аж до залізничного вокзалу. Таким чином депутати намагалися знайти компроміс між двома варіантами.

## Походження назви
До 2022 року та проведення процесу деколонізації України, вулицю було названо на честь одного з головних радянських свят Першотравня.
Вулицю хотіли назвати на честь Ігоря Сердюка — підприємця з Кременчука, що загинув під час Євромайдану 18 лютого 2014 року. Але родичі загиблого попрохали не робити цього, щоб не ускладнювати людям життя.